# Джуліо Терці ді Сант'Агата
Джуліо Терці ді Сант'Агата (італ. Giulio Terzi di Sant'Agata; нар. 9 червня 1946, Бергамо, Італія) — італійський дипломат. Посол Італії в Ізраїлі (2002-2004), Постійний представник Італії при Організації Об'єднаних Націй (25 серпня 2008-30 вересня 2009), Посол Італії в США (1 жовтня 2009 — 16 листопада 2011), Міністр закордонних справ Італії (італ. Ministro degli Esteri della Repubblica Italiana) під головуванням Маріо Монті (16 листопада 2011 — 26 березня 2013). Один із спікерів Форуму Вільних Держав Постросії (2022-2023)

## Освіта
Отримав ступінь в галузі права в Міланському університеті, спеціалізується в галузі міжнародного права.

## Рання кар'єра
Розпочав дипломатичну кар'єру в Італії у 1973 році. Протягом перших двох років працював в Міністерстві закордонних справ Італійської Республіки у Римі співробітником з протокольних питань закордонних візитів італійських чиновників. В 1975 році його надіслали як першого секретаря з політичних питань у посольство Італії в Парижі. Після повернення до Риму в 1978 році отримав посаду спеціального помічника Генерального секретаря в Канаді з торгово-економічних питань, де пропрацював радником протягом п'яти років. На період його трудової діяльності припадає різке зростання в економічній та високотехнологічній сфері співробітництва між Італією та Канадою. Займав посаду генерального консула під час Експо 86 — всесвітня виставка II категорії, яка відбувалася з 2 травня по 13 жовтня 1986 року, де лобіював інтереси італійського бізнесу і культури на тихоокеанському узбережжі Канади.
В 1987 році Терці повернувся до Риму, щоб працювати спочатку в Департаменті з економічних питань з спрямуванням на високі технології обміну, а згодом займав посаду керівника одного з відділень Департаменту кадрів і людських ресурсів. Його наступним іноземним призначенням було представництво НАТО в Брюсселі, де він був політичним радником італійської місії Північноатлантичної ради відразу ж після Холодної війни, Злуки Німеччини та першої війни в Перській затоці.

## Пізніша кар'єра
З 1993 по 1998 Терці був у Нью-Йорку в постійному представництві Італії в Організації Об'єднаних Націй як перший радник з політичних питань, а потім як міністр і заступник Постійного представника. У цей період відбулись наступні події: Боснійська війна, громадянська війна в Сомалі, а також конфлікти в африканських Великих озерах - Італія була непостійним членом Ради Безпеки. З початком глобалізаційних процесів середини дев'яностих і нових загроз міжнародній безпеці виникла необхідність серйозних реформ органів ООН.
Посол Терці займав посаду заступника генерального секретаря міністерства Італії закордонних справ у Римі, генерального директора з політичних питань та прав людини. До його обов'язків входило питання міжнародної безпеки, політичної співпраці, особливо співробітництво в рамках Ради Безпеки ООН, Генеральної Асамблеї ООН та Ради ООН з прав людини, а також Ради Європейського Союзу,НАТО,G8, і ОБСЄ. Особливу увагу приділяв Західним Балканам, Близькому Сходу, Афганістану, Східній Африці, а також поширенню ядерної зброї, тероризму та правам людини.
Його останні закордонні посади: посол Італії в Ізраїлі (2002-2004), період, який характеризується початком Другої інтифади, поліпшення відносин між ЄС та Ізраїлем, який припадає на період головування Італії в ЄС (липень — грудень 2003 р.), і підтвердження прихильності Ізраїлю щодо Палестинської автономії в мирний процес на основі дорожньої карти.

## Міністр закордонних справ
16 листопада 2011 Терці був призначений міністром закордонних справ у кабінет міністрів на чолі з прем'єр-міністром Маріо Монті.
Терці подав у відставку 26 березня 2013 року в результаті різкої критики дипломатичної суперечки між Італією та Індією в 2012 році, італійської стрілянини в Аравійському морі.

## Нагороди
- Кавалер Великого хреста Орден «За заслуги перед Італійською Республікою» (італ. Ordine al merito della Repubblica Italiana, скорочена назва OMRI) (22 листопада 2010 )[1].
- Великий офіцер ордена «За заслуги перед Італійською Республікою» ( 27 грудня 2007)[2].
- Командор ордена «За заслуги перед Італійською Республікою» (2 червня 2000)[3].